# 陳本深
陳 本深（ちん ほんしん、1380年 - 1460年）は、明代の官僚。字は有源、号は涇泉。本貫は寧波府鄞県。

## 生涯
永楽初年、郷挙により国子監に入った。刑部主事に任じられた。犯罪者の摘発を得意とした。ときに畿内の盗賊が殺人を犯して逃亡しており、司直が無辜の者18人を獄に繋いだ。本深は計略をもって盗賊を捕らえ、18人はみな釈放された。本深は刑部員外郎に転じた。
1430年（宣徳5年）、本深は吉安府知府として出向した。吉安府には豪強な者が多く、濫訴を好んだ。彭摶ら19人が閭里を横行していたことから、本深は人を派遣して誼を結ばせた。かれらを召し出してともに宴飲し、壮士を後堂に伏せて、かれらをひしぎ殺した。かれらの遺体が搬出されると、吉安府の人々は驚倒した。1435年（宣徳10年）、楽安県の曾子良が大盤山に拠り、1万人あまりを集めて反乱を起こした。本深は伏兵を設けてこれを撃破し、曾子良を斬った。
本深は学宮を整備し、先儒の欧陽脩・周必大・楊邦乂・胡銓・楊万里・文天祥の祠廟を新築するよう上奏した。1439年（正統4年）、9年の任期を満了し、転任の時期に当たっていたが、吉安府の人々が留任を請願したため、本深は正三品の俸給を与えられ、引き続いて吉安府知府をつとめた。1448年（正統13年）、本深は吉安府知府を18年にわたってつとめ、老齢を理由に致仕した。本深が吉安府を去ると、吉安府の人々はかれの肖像を祀った。1460年（天順4年）、本深は家で死去した。享年は81。